# 佐敷城 (肥後国)
佐敷城（さしきじょう）は、熊本県葦北郡芦北町（肥後国南部）にあった日本の城。加藤清正によって築城された近世の佐敷城は佐敷花岡城とも呼ばれる。佐敷城の城下は薩摩街道と人吉街道（相良往還）が通る交通の要地であり、戦国時代中期までは相良氏、戦国時代末期には島津氏の勢力拡大をめぐって佐敷城の攻防が繰り返された。
城跡は国の史跡に指定され、指定名称は佐敷城跡（さしきじょうあと）という。

## 歴史
佐敷城の名は在地の豪族である佐敷氏が拠る城として南北朝時代から歴史書に登場するが、その所在地は今日の佐敷城址ではなく、その東に位置する「東の城」が中世の佐敷城であったという説が有力である。この中世佐敷城を巡って八代を本拠とする名和氏と球磨から勢力を伸ばした相良氏との間で争奪が繰り返されたが、1459年（長禄3年）肥後守護である菊池為邦により相良氏の葦北領有が公認される。
1581年（天正9年）、島津義久は相良義陽と水俣で戦ってこれを降し、葦北郡を割譲させて家臣の宮原景種を佐敷城代とする。次いで八代郡も併合した島津氏は肥後へ進出する道が開け、以後盛んに九州各地を経略したが、1587年（天正15年）に豊臣秀吉の九州征伐を受けたことにより、肥後の諸城を放棄して撤退を余儀なくされた。
豊臣政権の下で肥後の領主に任じられた佐々成政の統治は国人一揆によって短期に終わり、1588年（天正16年）葦北郡は肥後北部の半国を拝領した加藤清正の飛び領地となる。加藤清正は花岡山に石垣を巡らした近世の佐敷城を築き上げ、加藤重次を城代として置いた。
1592年（文禄元年）6月、城代の加藤重次が文禄の役に従軍して不在であることに乗じて島津歳久の家臣である梅北国兼が佐敷城を占拠したが、井上吉弘など留守役の働きで梅北国兼は討ち取られ、佐敷城は奪還された（梅北一揆）。
朝鮮の役から帰国した加藤氏は島津氏への押さえとして佐敷城のさらなる普請を行うが、はたして1600年（慶長5年）に関ヶ原の戦いが起こると、西軍方の小西氏と島津氏に挟まれた葦北郡は孤立し、佐敷城は島津忠長の軍によって包囲される。加藤重次は、関ヶ原における西軍敗北の報が伝わり島津軍が兵を引くまでの約一ヵ月間佐敷城を守りきった。その後も佐敷城の増改築は続けられたが、1615年（元和元年）に一国一城令が布告され、佐敷城は石垣を崩されて廃城となった。天守は熊本城内へ移設されたという。

## 現状
1979年（昭和54年）に石垣の一部が発見され、1993年（平成5年）から2001年（平成13年）にかけて発掘調査が行われた。詳細は不明ながら『肥後国絵図』に描かれた三層の天守閣を再現する公園整備案が持ち上がったが、発掘の結果天守の礎石は発見されなかった。学術的な復元を望む慎重意見が多く、町長選でも天守閣再建反対派の候補が当選したため、1997年（平成9年）より石垣の復元を中心として歴史公園の整備が行われることになる。
1998年（平成10年）3月、熊本県指定の史跡に指定され、城跡より出土した「天下泰平国土安穏」と彫られた瓦も同時に県指定の重要文化財に指定された。同年4月佐敷城跡城山公園として一般公開。2008年（平成20年）3月28日、「近世初頭頃の政治・軍事を理解するうえで重要な遺跡である」として、城跡の83,500m2が国の史跡として指定を受けた。

## 構造
ガイダンス施設に隣接する駐車場の北側に城域がある。浅い空堀をはさみ、現通路を上がり、木々を抜けると三の丸へ出る。向かって左へ進むと本丸へ上がり、右へ行くと三の丸を横切る。三の丸は南へ大きく張り出すが、石積をはじめ遺構はほとんど確認することができない。
高さのある石垣の残る二の丸を横に見ながらさらに上がると、向かって右へ少し曲がったあたりでいったん平場になり、北に張り出す尾根の頂部を削平した北出丸を見下ろす。足元との段差部分に垂直に近い石積が残っているが、そのほかにめぼしい遺構は認められない。現通路のすぐ横にも石積が認められるが、これは後世の所産である。
視線を右に転じ、虎口のある石段を上ると西帯曲輪に至る。上がりきったところを前に進むと二の丸へいたり、すぐ左手の石段を上ると本丸へ上がる。二の丸は、佐敷城でもっとも広い空間をなしており、東側に設けられた虎口は佐敷城最大の通路である。前出の「天下泰平国土安穏」銘鬼瓦もこの虎口内から出土している。加えて、本丸との境目となる石積に鏡積みを用いていることから、二の丸が佐敷城における中枢空間であったことが想定される。
虎口の下段は東帯曲輪である。ほとんど連続して下段へ降りる虎口があり、曲輪自体は南へ長く伸びる。三の丸横でわずかに残る石積を見ることが出来る。
本丸は、かなりいびつな五角形状を呈している。発掘調査の際、礎石をまったく確認できなかったことに加え、二の丸にくらべ石積の遺存状況が良好でないことから、おそらく廃城後、かなりの高さまで削平を受けている可能性が高い。これらの事情から、本丸における構造物がどのようなものであったのかは確認できないが、本丸への入口が曲輪の端部ではなく中央に設けられていることから、熊本城本丸御殿のように通路をまたぐ形で建てられていた可能性はある。